# サヴァ川

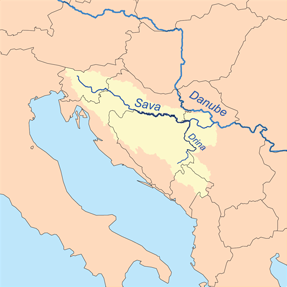
流路

サヴァ川（サヴァかわ、セルビア語: Сава、クロアチア語: Sava、ドイツ語: Save、ハンガリー語: Száva）は、東ヨーロッパを流れる川である。ローマ時代にはSavusと呼ばれていた。

## 地理
スロベニア、クロアチア、ボスニア・ヘルツェゴビナ、セルビアの各国を流れ、セルビアの首都ベオグラードでドナウ川に合流する。この川がバルカン半島の北端の付け根とされることが多い。
サヴァ川には主な水源が2つあり、ともにスロベニア北西のアルプス山脈に存在する。1つの水源はクランスカ・ゴーラ近郊のサヴァ・ドリンカの泉である。「小さいサヴァ」を源とするもう1つの支流は、一度ボヒニ湖に流れ込み、サヴァ・ボヒニカとして流れ出ている。両支流はラドヴリツアで合流し、サヴァ谷を流れていく。
中下流部の蛇行するサヴァ川の沿岸に氾濫原が発達しており、川沿いに河畔林、湿地、草地、ヨシ原と三日月湖が多い。川およびその沿岸にはRanunculus lingua、ウォーターヴァイオレット、Urtica kioviensis、ヨシ、ヤナギ、ポプラ、オークなどの植物が生え、シュバシコウ、ヘラサギ、メジロガモなどの鳥類、ドナウイトウ、コイ、Umbra krameri、Gymnocephalus schraetser、Zingel streberなどの魚類、ユーラシアカワウソ、ヨーロッパビーバーなどの哺乳類およびファイアサラマンダー、ダルマチアアカガエル、ヨーロッパヌマガメ、ヌマカイメン、貧毛綱のRynchelmnis limnosela、ダニューブクシイモリなどが生息している。ボスニア・ヘルツェゴビナとの国境に近いクロアチアのロニスコ・ポリェ自然公園、ボスニア・ヘルツェゴビナ北部のバルダチャ湿地、セルビアのスレムスカ・ミトロヴィツァ付近のザサヴィツァ湿地およびオベドスカ沼地はラムサール条約登録地である。
主な支流としては、リュブリャナで合流するリュブリャニツァ川、サヴィーニャ川、クルカ川、ソトラ川、クパ川、ウナ川、ヴルバス川、ボスナ川、ドリーナ川などがある。

## 歴史
歴史的にサヴァ川より北側はヴォイヴォディナに相当し、ヴォイヴォディナはハンガリー王国の歴史的地域に相当する。ハンガリー王冠は1526年以降、ハプスブルク家によって世襲されたため、第一次世界大戦が終結する1918年までハプスブルク君主国に内包された。
第一次世界大戦時にはサヴァ川がオーストリア・ハンガリー帝国とセルビア王国の国境であった。即ち、セルビアの首都であるベオグラードはサヴァ川を挟んで、オーストリア・ハンガリーと直接対峙していたことになる。このため、オーストリア・ハンガリー軍がサヴァ川を渡河してベオグラードに侵攻するのが、この方面の戦線でのハイライトになった。

## 流域の都市

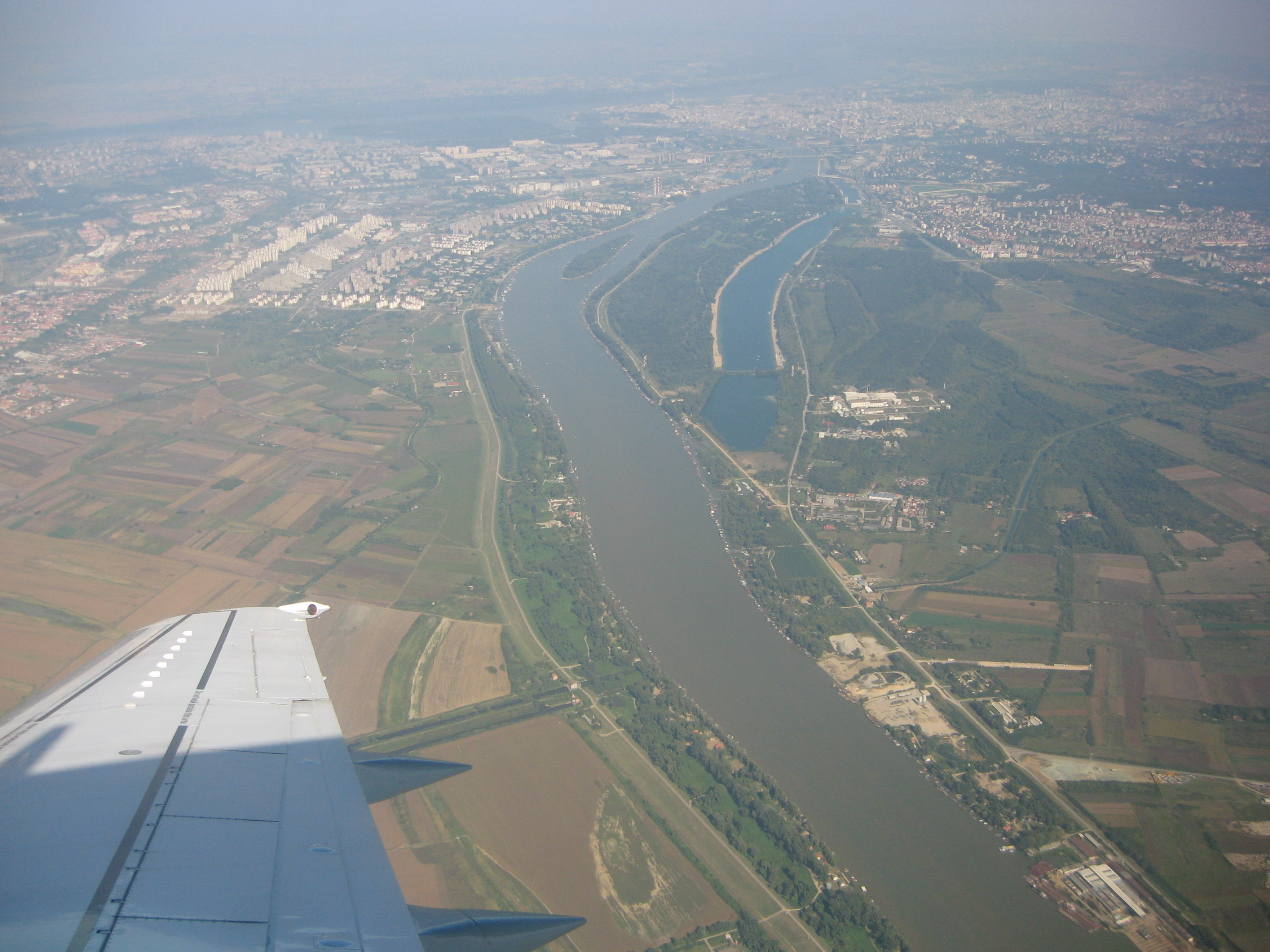
アダ・ツィガンリヤ近辺（ベオグラード）

サヴァ川は、以下の都市を流れる。
- スロベニア
  - クラーニ
  - リュブリャナ
  - ザゴリェ・オプ・サヴィ
  - タルボブリェ
  - フラストニク
  - ラデチェ
  - セヴニツァ
  - カルシュコ
  - ブレージツェ
- クロアチア
  - ザグレブ
  - シサク
  - スラヴォンスキ・ブロド
  - ジュパニャ
- ボスニア・ヘルツゴビナ
  - スルバツ（英語版）
  - ボサンスキ・ブロド
  - ブルチコ
- セルビア
  - スレムスカ・ミトロヴィツァ
  - シャバツ
  - ベオグラード

## 航行

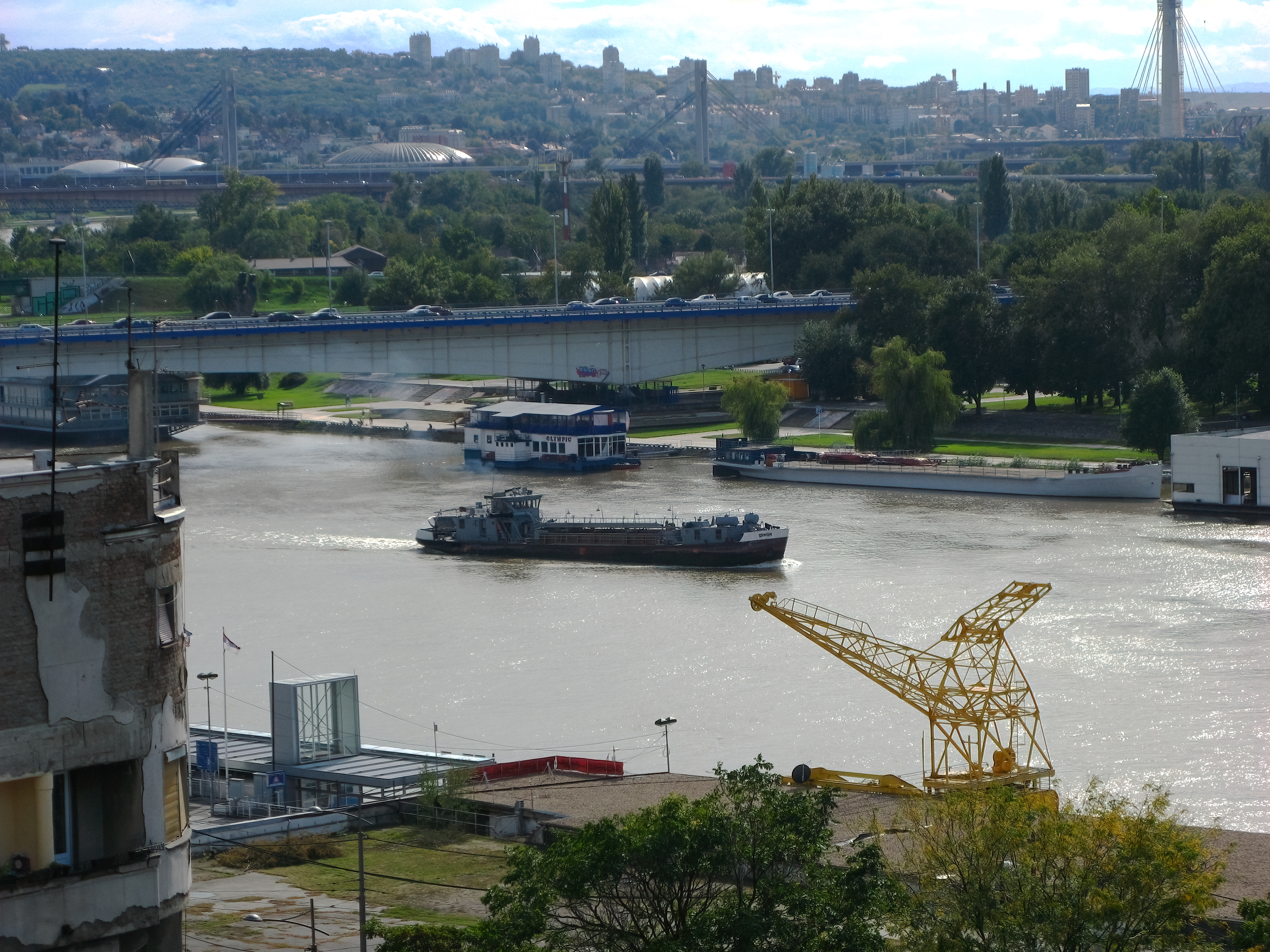
サヴァ川のベオグラード市内の水域を航行する貨物船

サヴァ川は、クパ川が合流するシサクまで船でさかのぼることができる。小さな船であれば、さらに上流まで行くこともできるが、気象条件などにより深さなどが変動するため一概には言えない。

## 文学
19世紀のスロベニアの詩人フランツェ・プレシェーレンは、有名な英雄叙事詩 "Krst pri Savici" を書いている。